# Koordinierungszentrum für Klinische Studien
Ein Koordinierungszentrum für Klinische Studien (KKS) unterstützt Ärzte und Wissenschaftler in Kliniken und Praxen mit wissenschaftlichem Studiensupport bei der Umsetzung klinischer Forschungsprojekte. Hierzu stellt ein KKS personelle, räumliche und logistische Ressourcen am Ort der Patientenversorgung, Forschung und Lehre zur Verfügung. Verankert an einer Uniklinik hat ein Koordierungszentrum bzw. Zentrum für Klinische Studien (ZKS) darüber hinaus die Aufgabe, Personal für die besonderen Anforderungen klinischer Studien zu schulen und weiterzubilden. Die KKS/ZKS sind deutschlandweit in einem Verbund zusammengeschlossen, dem KKS-Netzwerk e. V. (Netzwerk der Koordinierungszentren für Klinische Studien), das sich politikbegleitend für die Verbesserung von Forschungsbedingungen einsetzt.

## Aufgaben eines Koordinierungszentrums
Ein Koordinierungszentrum für Klinische Studien (KKS) bzw. Zentrum für Klinische Studien (ZKS) hat die Aufgabe, die Planung und Durchführung medizinischer Forschungsprojekte am Menschen zu unterstützen. Es bietet konkreten Studiensupport im Rahmen der Entwicklung neuer Arzneimittel, Medizinprodukte und Therapieprinzipien für nationale und internationale Studienprojekte an. Ein KKS/ZKS trägt als Wissenschaftsdienstleister dazu bei, klinische Studien an Medizinischen Fakultäten / Universitätskliniken und angeschlossenen Krankenhäusern zu realisieren, insbesondere auch wissenschaftlich initiierte Forschungsprojekte (Investigator Initiated Trials, kurz IIT). Grundlegendes Ziel ist es, alle Prozesse klinischer Studien mit der jeweils notwendigen Unterstützung erfolgreich zu koordinieren und qualitativ hochwertige Studien nach internationalen Standards zu realisieren.
KKS/ZKS bieten hauptsächlich Leistungen für folgende Studientypen an:
- Klinische Prüfungen nach Arzneimittelgesetz der Phasen I-IV
- Klinische Prüfungen nach Medizinproduktegesetz
- Studien gemäß Berufsordnung für Ärzte wie Therapiestudien zu nicht-medikamentösen Therapieformen, beispielsweise in der Chirurgie oder Psychotherapie; Studien zur Evaluation diagnostischer Verfahren; Studien zur Prognose von Erkrankungen; Methodische Fragestellungen der klinischen Forschung.

Der Studiensupport richtet sich primär an Ärzte und Wissenschaftler in Kliniken und Praxen sowie an öffentliche Einrichtungen und Institutionen. Die KKS/ZKS kooperieren zudem mit nationalen und internationalen Studiengruppen und Fachgesellschaften sowie mit Unternehmen der pharmazeutischen und medizintechnischen Industrie.
Auch die Aus-, Fort- und Weiterbildung von Studienpersonal in Präsenzkursen, Workshops und berufsbegleitenden Masterstudiengängen gehört zum Aufgabengebiet eines Koordinierungszentrums.

## Leistungsspektrum
Die wissenschaftlichen Dienstleistungen der KKS/ZKS im Rahmen der klinischen Erforschung der Wirksamkeit und/oder Sicherheit von Arzneimitteln, Medizinprodukten oder neuartigen Therapieprinzipien sind vielfältig. Die nachfolgende Auflistung gibt einen Überblick über das generelle Leistungsspektrum:
- Beratung, Studienplanung und -koordination
- Einschätzung Machbarkeit / Durchführbarkeit der Studien in Kliniken / Praxen (Feasibility)
- Budgetplanung, Finanzierungs- und Förderberatung
- Behörden- und Ethikeinreichungen
- Projektmanagement
- Qualitätsmanagement inkl. Monitoring und Unterstützung zur Vorbereitung auf Audits und Inspektionen
- Biometrie und Datenmanagement
- Bereitstellung validierter IT-Systeme
- SAE-Management / Pharmakovigilanz
- Sitemanagement / Unterstützung der Studiendurchführung
- Dokumentation, Publikation und Archivierung.

Alle Leistungen der KKS/ZKS für Planung, Durchführung, Auswertung und Bericht werden projektabhängig individuell berücksichtigt, je nachdem, welche Unterstützung ein Wissenschaftler tatsächlich benötigt.

## Entwicklungsgeschichte
Die Planung, Durchführung und Auswertung klinischer Studien erfordert hohe klinische und methodische Kompetenz. Bis in die Mitte der 90er Jahre existierte in der Regel keine professionelle Infrastruktur und Logistik für klinische Forschung an deutschen Universitätsstandorten. Deutschland drohte den Anschluss an die internationale klinische Forschung zu verlieren. Das Bundesministerium für Bildung und Forschung (BMBF) förderte von 1999 bis 2009 mit einer Gesamtsumme von rund 29 Mio. € den Aufbau von insgesamt 13 „Koordinierungszentren für Klinische Studien“ (KKS), um einen qualifizierten Studiensupport und Methodik für klinische Forschungsprojekte im deutschen Hochschulsystem zu verankern. Dabei waren die KKS von Anfang an dem Ziel verpflichtet, wissenschaftsgetriebene klinische Forschung in Deutschland nachhaltig zu verbessern und die Durchführung klinischer Studien nach den internationalen GCP-Standards (Good Clinical Practice) sicherzustellen. Diesen Auftrag verfolgen sie auch nach Auslaufen der Förderung bis heute strategisch weiter.
Von 2007 bis 2015 fördert das BMBF einzelne klinische Studienzentren mit weiteren 45 Mio. € mit dem Ziel, nachhaltige Strukturen für die Koordination und Durchführung der patientenbezogenen klinischen Forschung am Prüfzentrum aufzubauen. Dabei wurde neben der Ausstattung der beteiligten Kliniken mit den erforderlichen Ressourcen auch der Ausbau der Studienkompetenz durch dezentrale Studieneinheiten sowie die Ausbildung von Studienpersonal gefördert. Die Entwicklung der klinischen Studienzentren erfolgt in der Regel auch unter Leitung der schon existierenden lokalen KKS.
Inzwischen sind auch an vielen initial nicht geförderten Standorten der 37 medizinischen Fakultäten in Deutschland Koordinierungszentren oder vergleichbare Einrichtungen nach Vorbild der KKS/ZKS etabliert worden, von denen einige dem Netzwerk der Koordinierungszentren für Klinische Studien (KKS-Netzwerk) beigetreten sind.

## Entstehung des KKS-Netzwerks und seine Zielsetzung
Die Vernetzung der zunächst geförderten KKS wurde von Anfang an festgeschrieben und auch konsequent verfolgt mit dem Ziel, die bundesweite Qualitätsoffensive an akademischen Standorten auszuweiten und Standards flächendeckend zu etablieren.
Im Jahr 2004 gründete sich zunächst eine Arbeitsgemeinschaft der Koordinierungszentren (KKS-AG) als hochschulübergreifende Einrichtung. Bereits 2005 bekam die KKS-AG einen offizielleren Charakter: Die Arbeitsgemeinschaft wurde in das Netzwerk der Koordinierungszentren für Klinische Studien (KKS-Netzwerk) umgewandelt. Seit 2017 ist das KKS-Netzwerk ein eingetragener Verein. Im KKS-Netzwerk werden Wissen und Informationen ausgetauscht sowie Methoden und Standards definiert. Organisiert wird das KKS-Netzwerk über eine Geschäftsstelle in Berlin als Service-, Kommunikations- und Informationsplattform.